# Liste der Ehrenbürger von Vilsbiburg
Die Ehrenbürgerschaft ist die höchste Auszeichnung, die die niederbayerische Stadt Vilsbiburg vergeben kann.
Seit 1886 wurden folgende 16 Personen zu Ehrenbürgern ernannt.
Hinweis: Die Auflistung erfolgt chronologisch nach Datum der Zuerkennung.

## Die Ehrenbürger der Stadt Vilsbiburg
1. Leo Maria Berger
Pater
Verleihung 1886
2. Franz Seraph Kagermayer
Verleihung unbekannt
3. August Urban
Verleihung 1891
4. Alois Vest
Benefiziar
Verleihung 1898
5. Paul Söll
Verleihung 1914
6. Michael Winkler
Verleihung unbekannt
7. Josef Brandl
Verleihung unbekannt
8. Michael Mayer
Pfarrer
Verleihung 1924
9. Benedikt Selmaier
Verleihung 1927
10. Dr. Josef Hell
Verleihung 1927
11. Franz Xaver Hirl
Geistlicher Rat
Verleihung am 28. Juli 1957
Hirl war Stadtpfarrer in Vilsbiburg. Die Ehrenbürgerschaft wurde ihm als Dank für die vielen Opfer, die er während seiner Amtszeit der Stadt Vilsbiburg erwiesen habe, verliehen. Er habe es ermöglicht, dass in der heutigen Pfründesiedlung vielen einheimischen und heimatvertriebenen Familien Wohnungen gegeben und damit auch der Arbeitsplatz gesichert werden konnte. Weitere große Verdienste erwarb er sich mit seinen Bemühungen um den Schulhausbau.
12. Olaf Becht
Pater
Verleihung am 3. April 1964
Becht war Mönch im Kapuzinerkloster Vilsbiburg. Gewürdigt wurden seine Verdienste als Wallfahrtsdirektor um die Ausgestaltung der Wallfahrt und Wallfahrtskirche Maria Hilf und damit um die Stadt Vilsbiburg.
13. Fritz Dräxlmaier
Unternehmer
Verleihung am 18. Dezember 1989
Dräxlmaier baute ab 1958 aus kleinsten Anfängen den Autozulieferer Dräxlmaier auf. Mit der Verleihung der Ehrenbürgerschaft anerkannte die Stadt dankbar seinen überragenden, persönlichen Anteil an dem Erfolg des Unternehmens.
14. Josef Billinger
Bürgermeister a. D.
Verleihung 1999
Billinger war von 1960 bis 1990 Bürgermeister der Stadt Vilsbiburg. Anlässlich seines 70. Geburtstages wurde er für seine herausragenden Leistungen während seiner Amtszeit zum Ehrenbürger ernannt.
15. Gerhard Nord
Stadtrat
Verleihung am 22. Mai 2003
Nord war von 1960 bis 2002 Mitglied des Stadtrates, daneben von 1966 bis 1990 3. Bürgermeister und von 1990 bis 1996 2. Bürgermeister der Stadt. Zudem war er zehn Jahre Vorsitzender des Verkehrs- und Verschönerungsvereins Vilsbiburg. Für sein jahrzehntelanges ehrenamtliches Engagement wurde er zum Ehrenbürger ernannt.
16. Lambert Grasmann
Leiter des Heimatmuseums
Verleihung am 22. Mai 2003
Grasmann ist seit 1971 Leiter des Heimatmuseums. Aus dem zu Beginn der 1970er Jahre darniederliegenden Museum wurde eine moderne Einrichtung, die in zeitgemäßer Form die Kultur des Vilsbiburger Landes verständlich macht, Zusammenhänge aufzeigt und den Menschen der Gegenwart die Erfahrungen aus der Vergangenheit präsentiert. Für sein jahrzehntelanges ehrenamtliches Engagement wurde er zum Ehrenbürger ernannt.